# 등자 논제

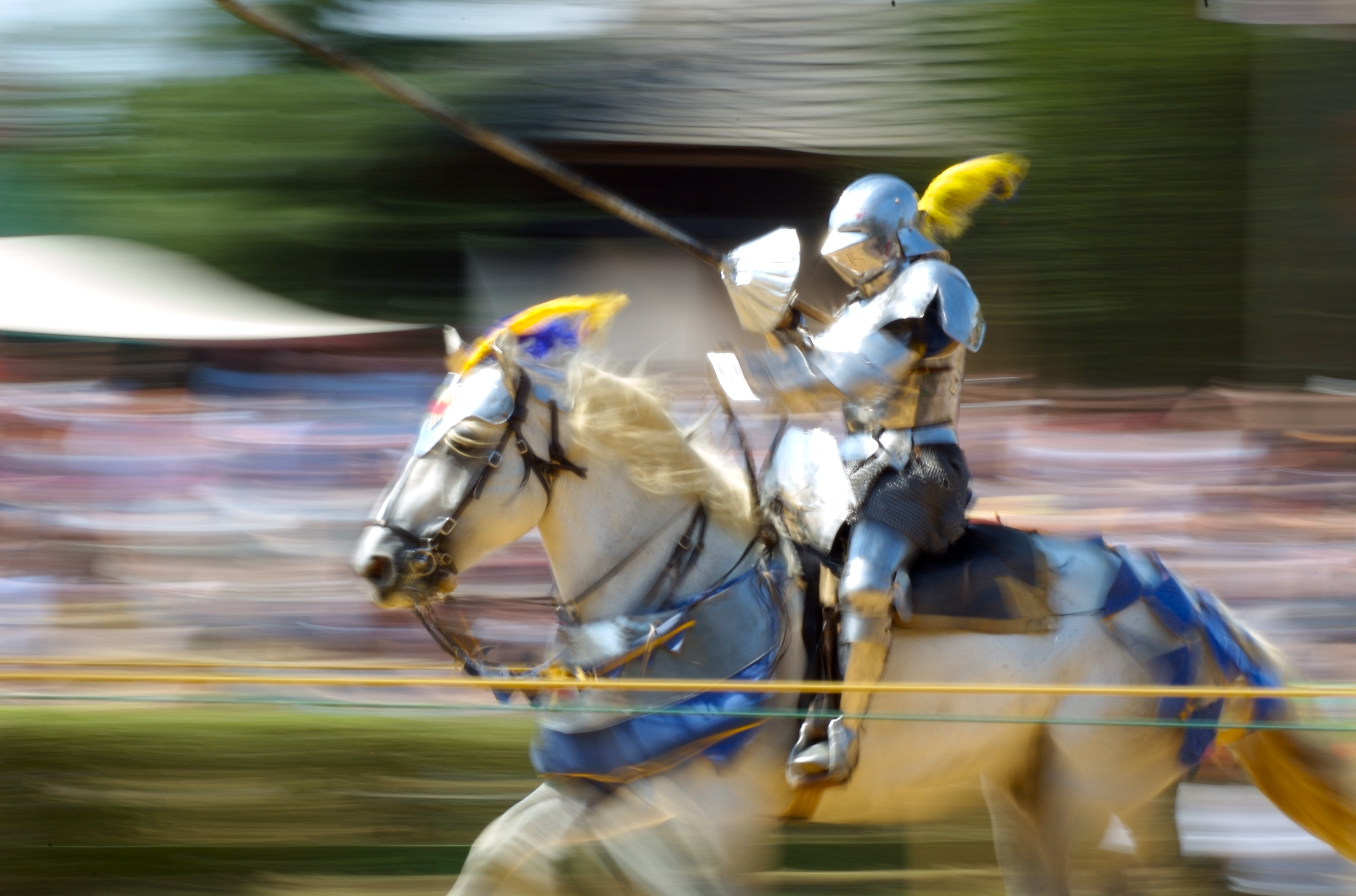
마상창시합의 기병창 고정 돌격을 재현하는 리인액트.

등자 논제(Stirrup Thesis)는 린 타운센드 화이트가 1962년에 주창한 가설로, 등자의 발명이 중기병과 충격전을 가능케 했으며, 이것이 8세기-9세기 카롤루스 왕조에서 봉신 체계를 도입하는 것을 추동, 최종적으로 중세 유럽 봉건제의 존재는 등자의 발명에 크게 의존하였다는 주장이다. 이 가설에 대한 갑론을박을 소위 등자 대논쟁(Great Stirrup Controversy)이라고 한다.

## 상세
화이트는 19세기 독일 역사학자 하인리히 브루너의 연구를 전범으로 삼았다. 브루너는 유럽 군대의 주력이 보병에서 기병으로 전환된 것이 732년 프랑크 왕국이 사라센을 패퇴새킨 투르 전투라고 보았다. 브루너는 758년 피피누스 단신왕이 색슨인에게 공물로 말을 바칠 것을 요구하기 시작한 것을 지적하며, 이것이 그 즈음부터 기병의 편성이 늘어나기 시작한 증거라고 하였다.(p. 3) 또한 브루너는 무슬림 정복전쟁이 유럽으로 미쳐오기 시작하자 카롤루스 마르텔루스가 기병을 육성하기 위해 교회 소유의 토지를 몰수할 수 있었다고 주장했다.(p. 5) 화이트는 여기에 더하여, 8세기에 무기사적으로 큰 변화가 일어난 것이 등자의 발명이라는 무기사적 변화에 기인한다고 보충한다.(p. 27) 화이트의 주장에 따르면 이때즘 프랑크인 고유의 무기인 투척도끼 프랑키스카가 마상무기인 장검과 기병창으로 대체되기 시작한다. 특히 그 중에서도 기수가 몸을 단단히 고정시키지 않으면 제대로 위력을 발휘할 수 없는 기병창은 프랑크인들이 등자를 채용하기 시작했다는 가장 강력한 증거라고 화이트는 주장한다.(p. 28) 화이트는 등자가 무장 기마병으로서의 중세 봉건계급, 즉 기사를 만들어냈다고 진단한 것이다.(p. 28)

## 비판
화이트의 주장은 큰 영향력을 가졌지만, 이후 수십 년이 지나며 기술결정론이라는 비판을 받게 되었다. 카롤루스 왕조 시기 프랑스 왕국에서 보병이 기병으로 대체되었으며, 같은 시기 같은 지역에서 봉건제가 발생했다는 것에는 모두가 동의한다. 하지만 이 기병으로의 전환이 등자에 의한 것인지는 많은 역사학자들 사이에서 논쟁의 대상이 되고 있다. 일각에서는 중기병이 등자의 발생 이전부터 존재했다고 주장한다. 철갑기병은 카롤루스조로부터 거의 1천 년 전인 기원전 3세기에 출현했다. 이에 대해 화이트는 철갑기병은 중세 기사와 달리 진정한 중기병이 아니고 본질적으로 중갑 궁기병에 지나지 않았다고 주장했다.(p. 9)

## 같이 보기
- 군마
- 마구